# Архитектура Самары
Архитекту́ра Сама́ры — комплекс исторически сложившейся застройки и планировки города Самары.
Планировка и застройка города складывалась в течение XVI—XXI веков, отразив на себе влияние господствующих в разное время архитектурных стилей: русского классицизма, эклектики, русского модерна, ретроспективизма, советского авангарда, сталинской архитектуры, советского модернизма.
Самара обладает крупными комплексами историко-архитектурного наследия XX века в стилях модерна, советского авангарда, сталинской архитектуры, советского модернизма.

## Основные этапы застройки города

### 1586—1782 гг. Основание и дорегулярная планировка
Освоение территории современной Самары началось в XVI веке с основания крепости «Самарский городок». До основания крепости на данной территории располагались пристани для волжских судов. Официальной датой основания поселения стал указ царя Фёдора Иоанновича от 1586 года. Расположение городка предопределили несколько факторов: стратегическое размещение в целях обеспечения безопасности от набегов кочевых племён; расширение Российского государства в Среднем и Нижнем Поволжье; удобное расположение в степном ландшафте, на пересечении рек Волги и Самарки.
Крепость была деревянной с 11 башнями, обнесена валом и рвом, занимала 5,2 га. Постепенно численность населения крепости увеличивалась, осваивались прилегающие территории. Одновременно с крепостью в 1586 году на волжском склоне возникла Болдырская слобода, а около 1645 года выше по течению Волги — Вознесенская слобода. В течение XVII века слободы слились в единое целое.
В 1688 году поселение получило статус города, что потребовало разработки первого межевого плана. Известно, что к началу XVIII века город протянулся узкой полосой по волжскому склону. В 1703—1706 годах восточнее старой крепости была выстроена новая земляная, ромбовидной формы. Планировка была бессистемной, с мелкими кварталами причудливых форм. Почти вся территория была занята жилой застройкой и только в крепости были сосредоточены административные, торговые и военные здания. Территории по берегам Волги и Самарки занимали пристани и амбары. К 1717 году в Самаре было 210 обывательских дома и 17 домов ясачных крестьян. Росло поселение медленно в силу пограничного положения и к концу XVIII века занимало 61,2 га территории, компактно вытянувшись вдоль берега Волги.

### 1782 — конец XIX века. Регулярная планировка
В 1763 году императрица Екатерина II подписала приказ «О сделании всем городам, их строению и улицам специальных планов по каждой губернии особо». В 70-х годах была развёрнута обширная деятельность «Комиссии о каменном строений Санкт-Петербурга и Москвы» по переустройству провинциальных городов. Тогда же началась разработка первого генерального плана Самары. В 1764 году поселение сменило административный статус, став слободой. В 1780 году вновь получило статус уездного города. В 1765 и 1772 годах сильно пострадало от пожаров. Несмотря на эти препятствия, в 1782 году Самара получила первый генеральный план с прямоугольной сеткой улиц.
Согласно плану территория города подлежала полной перепланировке: ликвидировалась вся застройка, за исключением нескольких церквей, домов и крепости. В 1796 году составлен второй план реконструкции, идентичный первому. В результате его реализации к 1804 году территория Самары увеличилась до 70,4 га. Основой планировки северной части города стал прямоугольный квартал размерами 130×260 м. Южная часть поселения сохранила нерегулярный характер. Основной вид застройки этого периода — малоэтажная усадебная. Направления улиц определялись направлением протоки, так называемой Самарской перебоиной. Город был поделён на функциональные зоны: селитебные территории с объектами торговли, административными и культовыми зданиями. Общественные центры размещались вокруг церквей и у судовой пристани. На выездах из города расположились кузницы. Крепость занимала 3,6 га, делилась на жилую зону, административную (присутственные места, тюрьма, цейхгауз), общественную (суд, дума), торговую, промышленную (склады, пристани, кузницы, амбары).
В 1804 году был составлен новый план реконструкции и расширения Самары, по образцу предшествующих. Старая застройка на юге города была снесена, на её месте появилась регулярная планировка. В 1839 году план был почти полностью осуществлён. Территория Самары увеличилась в 3,5 раза (246,4 га). Город занял всю территорию по водоразделу рек Волги и Самары, берега которых застраивались пристанями, хлебными амбарами, складами, мелкими производствами. Самарская крепость ещё сохранялась, но уже утратила своё значение.
В 1840 году утверждён новый план развития, по которому территория города расширялась далее по водоразделу, сохраняя планировочную структуру. Новый план отражал характер преобладающей деревянной застройки (каменные дома составляли только 10 % от общего числа). Размеры кварталов сохранились прежними, город рос за счёт прилегающих сельскохозяйственных земель. Как крупный торговый центр, с подведённой железной дорогой, Самара в 1851 году получила статус губернского города. Генеральный план 1853 года регулировал только застройку в границах городской черты, однако поселение стало хаотично разрастаться, появляются многочисленные промышленные объекты: кожевенные, маслобойные, кирпичные заводы и мельницы. Развитие судоходства по Волге привело к тому, что пристани, склады, лесопильни и другие заводы заняли весь волжский берег города. В 1875—1877 годах через Самару была проведена частная железная дорога на Оренбург, проложенная по берегу реки Самары. Жилая часть города оказалась отрезана от берегов рек промышленной, за исключением небольшого отрезка Струковского сада, выходившего к Волге. К концу XIX века Самара представляла собой единое планировочное пространство с регулярным планом (за исключением Засамарской слободы, которая возникла не позднее конца XVIII века).

### Конец XIX — начало XX века. Стихийный рост города
На рубеже XIX—XX веков Самара стала крупным промышленным, торговым и административным центром. На этот период пришлись: реновация исторической части города и возникновение новых районов за счёт освоения прилегающих территорий. Регулярная структура планировки сохранилась, но застройка регламентировалась только в границах города. Территория росла быстрыми темпами: если в 1898 году она составляла 1060 га, то к 1916 году — 1702 га. На пригородных участках крупных землевладельцев и пустырях, в пределах территории города, стали возникать пригородные посёлки, застраивавшиеся самовольно и бесконтрольно. Многочисленные слободы, посёлки, предместья активно застраиваются и сливаются друг с другом. К 1916 году территория города уже представляла собой сплошной массив застроенной территории, часто с несвязанной разнородной планировочной структурой. Прибрежная производственная зона также значительно расширилась. В 1911 году был построен Трубочный завод, вокруг которого сформировался рабочий посёлок.
После революции 1917 года была отменена частная собственность на землю, определено основное направление в градостроительстве — генеральный план должен был определять городскую жизнь. Однако, экономический спад привёл к тому, что новое строительство практически не велось. В основном шла работа по реновации существующего жилого фонда города под нужды государства. Поселения, существовавшие в окрестностях Куйбышева (новое именование Самары), в 1920—1930-е годы значительно выросли за годы индустриализации и вошли в состав города. К концу 1930-х годов общая площадь всех застроенных территорий составила 3303,3 га. Куйбышев состоял из центральной части (старого города), прилегающих посёлков начала XX века и удалённых мелких посёлков.

### 1937—1965 гг. Генеральный план «Большой Куйбышев»
Быстрый рост Куйбышева потребовал разработки нового генерального плана «Большой Куйбышев» 1937 года, который был рассчитан на перспективу, до 1956 года. По нему предусматривалось значительное расширение города, превращение его в крупный промышленный центр. Возникли главные композиционные оси: вдоль водораздела рек Волги и Самары, и второй оси — улицы Ново-Садовой. В структуре выделены главные городские центры — Самарская площадь и район Ботанического сада. Существующая историческая застройка подвергалась реновации и повторному освоению, старые кладбища и церкви сносились под размещение новых общественных и культурных объектов.
Полной реализации плана помешала начавшаяся Великая Отечественная война. В 1940-е годы в Куйбышев были эвакуированы крупные оборонные заводы, в связи с чем площадь города за время войны и первых послевоенных лет выросла на 50 %, к концу 40-х годов составив 6651,3 га. Фабрики и заводы располагались вдоль железной дороги, восточнее старого города, на пустующих территориях. Между ними и старым городом возникли новые селитебные районы. Новое строительство также развернулось на других ближайших окраинах и дальней периферии.
В 1949 году был принят новый генеральный план Самары, по которому развивалась транспортная система (появление новых магистралей), возводился новый промышленно-селитебный район Безымянки, осваивались новые территории, возникли новые планировочные единицы — микрорайоны. Развитие города шло интенсивными темпами: застраивались Кировский район, посёлок Кряж, устье Сухой Самарки. Шли работы по благоустройству, реконструкция площадей (площади Куйбышева и Чапаева), закладка ЦПКиО. Новый градостроительный каркас образовали общественные центры и основные магистрали, связывающие удалённые районы с историческим центром.
Тем не менее, до конца 1950-х годов город представлял собой конгломерат разрозненных рабочих посёлков, расположенных вокруг крупнейших промышленных предприятий. В такой системе ключевыми выступали два центра: Старый город (исторический купеческий) и новый промрайон Безымянка (соцгород). Безымянка была связана со Старым городом железнодорожной веткой и автобусными маршрутами. Такая двухчастная структура города просуществовала до конца XX века.
В 1950-е годы в процессе строительства местная архитектурная школа смогла сформировать выдающиеся архитектурные ансамбли, которые связали рабочие посёлки в единую городскую систему — это застройки площадей Революции, Куйбышева, Самарской, Чапаева, Сельского хозяйства, Кирова, улиц Победы, Кирова, Металлургов, Юных Пионеров, Куйбышева, Ново-Садовой, Масленникова, Советской Армии и набережной Волги.

### 1965—1980-е гг. Типовое строительство
В 1960-е годы массово распространился микрорайонный принцип планировки и застройки, закреплённый в генплане 1965—1966 годов. Шло активное строительство типового жилья, не только на свободных территориях, но и за счёт сноса бараков, возведённых в военные годы. Застройка характеризовалась массовостью и крупным масштабом. Общая площадь городской территории к 1970 году составляла 11863,9 га. В целом, функциональная организация сохранилась, но с некоторыми изменениями: берег Волги был очищен от промышленной застройки, там возводилась вторая набережная. Территория города расширилась: на северо-восток, где возникла новая промышленно-коммунальная зона; по берегу Волги, где была построена новая селитебная и рекреационная зона.
В 1970—1980-е годы осваивались новые территории между застройкой Кировского района и приволжской зелёной зоной, началась реконструкция территорий, сложившихся в первой половине XX века (по периметру исторического центра и вдоль Волги). В 1988 году площадь застройки Куйбышева выросла до 14004,3 га. К этому времени каркас города уже сложился, осваивать новые районы стало бесперспективно из-за их удалённости. С 1980-х годов развитие города перешло в плоскость насыщения застроенной территории, решения проблем нехватки жилья. Новый генплан 1987 года предусматривал реконструкцию исторического центра, строительство нового жилого района в пойменной части Самарки, декларировал необходимость отказа от типовой застройки.

### Конец XX — начало XXI века. Современный период
За последние годы XX века функциональное зонирование Самары кардинально не менялось. Отдельные территории претерпели локальное перефункционирование. В 2006 году был принят новый генеральный план города с целью формирования благоприятной среды обитания и обеспечения устойчивого развития территории. В генплане фактически отсутствовал механизм его реализации, а последующая застройка ему не соответствовала (что фактически не исполнимо в рамках установившейся рыночной экономики). Особенностью современного освоения городского пространства стала интенсификация использования уже застроенных территорий в условиях отсутствия территориальных ресурсов, что негативно сказалось на сложившейся архитектурно-исторической среде Самары.

## Архитектурные стили

### Деревянная архитектура
В Самарский край деревянная архитектура пришла из Верхнего Поволжья и прилегающих районов средней полосы России. Расположение города ниже по течению Волги предопределило удобный сплав леса, что обеспечивало Самару основными строительными материалами и способствовало зарождению на данной территории традиций русского деревянного зодчества. В поселениях вокруг Жигулёвских гор вдоль Волги русские поселенцы и мастера-плотники создали основу русского деревянного строительства, со своей уникальной домовой резьбой, которое активно проявилось в застройке в XIX веке.
Архитектурное наследие Самары считается относительно молодым, только отдельным памятникам исполнилось 200—250 лет. Причина этого в том, город часто страдал от пожаров. Поэтому не сохранилась ни деревянная крепость 1586 года, ни первые кварталы 1600—1700-х годов, ни более поздняя деревянная застройка. Самый крупный опустошительный пожар произошёл летом 1854 года, уничтожив лучшую в архитектурном плане часть города.
Тем не менее, с середины XIX века Самара продолжала застраиваться многочисленными деревянными зданиями. За последние 150—160 лет деревянное зодчество города выразилось в стилевом разнообразии — в Самаре можно увидеть деревянные дома как в классицистическом стиле, возведённые по образцовым проектам, так и разнообразные вариации деревянной эклектики, деревянного модерна и конструктивизма.
Расцветом деревянного зодчества Самары считается период конца XIX — начала XX веков. С одной стороны, в 1869 году было издано предписание о запрете строить и восстанавливать деревянные дома в старой части города на центральных улицах. С другой — дешевизна земли и доступность дерева способствовали возникновению на окраине города огромного жилого массива преимущественно деревянной застройки (современные улицы Чапаевская, Красноармейская, Полевая и Спортивная).
- Деревянные дома по ул. Самарской.
- Дом Поплавского.
- Усадьба А. Н. Толстого.

### Русский классицизм
Архитектура эпохи русского классицизма предполагала застройку улиц по образцовым проектам. Её примеры можно наблюдать как в Москве, Санкт-Петербурге, так и в провинциальных городах: Твери, Туле, Смоленске. Самара не являлась исключением. Использование образцовых проектов характерно для самой старой части города по улицам: Водников, М. Горького, Крупской, А. Толстого, Пионерской, Венцека, Комсомольской. Характерным свойством классицистической застройки была массовость, поэтому она значительно повлияла на исторический облик Самары. Её отличительными чертами выступали: простота и сдержанность декоративного оформления, нечётное количество окон, штукатуренные фасады, сочетание жёлтого и белого цветов в расколеровке.
В каменной застройке Самары к характерным образцам классицистической архитектуры первой половины XIX века относят: Дом П. Каткова (ул. Комсомольская, 15/ ул. Водников, 39), жилой дом (ул. Максима Горького, 85), купеческий особняк И. Л. Санина (ул. Куйбышева, 118—120). Прототипами строений служили проекты образцовых фасадов жилых домов из альбома 1838 года. В их архитектуре активно присутствовали: симметричные композиции фасадов, простые плоские наличники окон, простые и фигурные аттики, мезонины, филенчатые пилястры с фольклорированной трактовкой архитектурного ордера (смешение форм и элементов декора в образцовых проектах было характерно для Самарской классицистической архитектуры). Многие здания изначально выстроенные в стиле русского классицизма были перестроены в период эклектики (например: дом П. В. Тарасова, дом купчихи О. В. Щадриной и другие). Крупный памятник позднего классицизма — здание Дворянского собрания на улице Алексея Толстого, 50, построенное в 1851—1853 годах по проекту губернского архитектора Мейснера.
Единственный сохранившийся пример культового зодчества в стиле русского классицизма — Вознесенский собор, построенный в 1840-х годах. Здание храма было построено в стиле классицизма, в виде однокупольной базилики с колокольней на 9 колоколов, увенчанной тонким шпилем.
В деревянной архитектуре Самары также сохранились несколько примеров провинциальной классицистической архитектуры: особняк А. Н. Щелокова (ул. А. Толстого, 36/ ул. Комсомольская, 23), жилой дом (ул. А. Толстого, 46), жилой дом (ул. Комсомольская, 30). Подобные деревянные дома также строились по образцовым проектам, в их архитектуре присутствовали: имитация деревянным декором каменного, рустованные дощатые стены и углы, стилизованные изображения в резьбе, заимствованные из ампира, мезонины, дощатые пилястры, полуциркулярные аттики.
- Здание Дворянского собрания.
- Вознесенский собор.
- Здание женской гимназии.

### Эклектика
Направление эклектики в архитектуре доминировало в Российской империи в 1830-е — 1890-е годы. Основным художественным приёмом служило использование так называемых исторических стилей. Эклектика основывалась на вольном сочетании приёмов и форм различных неостилей, соединявшихся с современными функционально-планировочными решениями. Форма и стиль здания привязывались к его функции, при этом постройки одного периода базировались на разных стилевых школах в зависимости от назначения здания и средств заказчика, что принципиально отличало эклектику от ампира, требовавшего единого стилевого оформления для всех типов зданий.
Эклектика стала главным направлением в архитектуре Самары в период с 1830-х по 1910-е годы. Архитекторы города работали как в границах одного стиля, формируя целостные образы зданий, так и пользовались чертами различных стилей в рамках одного произведения. Одним из основных направлений стал русский стиль, связанный с возрождением народного самосознания.

#### Академическая эклектика
Академическая разновидность эклектики, включавшая все варианты «классицистических стилей» — неогреческий, неоренессанс, необарокко, неорококо и поздний классицизм, изначально развивалась в рамках архитектуры каменных строений. Данные исторические стили отождествлялись с просвещением, наукой, гуманностью и благотворительностью, частично — с богатой и красивой жизнью (не исключая интеллектуального богатства). В этих стилях на протяжении всего XIX века строились музеи, библиотеки, учебные заведения, больницы, бани, банки, доходные дома и особняки.
Особенностью Самары стало то, что в её архитектуре поздний классицизм 1830-х годов задержался по времени вплоть до конца XIX века. Уничтожение в середине века пожарами застройки конца XVIII — начала XIX веков и последующий строительный бум привели к тому, что продолжалось строительство по образцовым фасадам, из-за его практичности и дешевизны. В условиях купеческого самосознания, даже наиболее состоятельные купцы первой гильдии, владельцы крупных торговых домов, прибегали к использованию образцов. Вследствие, поздняя застройка Самары конца XIX — начала XX веков насчитывает значительное число образцовых зданий в классицистическом стиле и даже в неоренессансе. Классицизм стал основным и фактически первым архитектурным стилем в каменной застройке Самары, поэтому к нему сформировалось особое отношение архитекторов и заказчиков, окрашенное патриотизмом. В связи с этим сложилась уникальная ситуация, когда в большинстве направлений эклектики в Самаре использовались в декоре элементы русского классицизма.
В середине XIX века центра Самары быстро застраивался каменными зданиями. Если в 1851 году их насчитывалось 253, то к 1882 году стало уже 1260. Большинство каменных зданий строились по образцовым проектам из кирпича, в два этажа. Данное строительство сформировало особый стиль классицистической застройки в рамках эклектики, в котором разнообразие декора не привело к обезличиванию города, но определённая типизация помогла создать цельную городскую ткань. Классицизм конца XIX века в Самаре представлен жилым домом 1874 года (ул. Водников, 64/ ул. Пионерская 10—12), жилым домом (ул. А. Толстого, 94), домом купца А. М. Горбунова 1874 года (ул. Венцека, 18). Характерные примеры смешения эклектики и классицистических образцовых проектов в архитектуре Самары: Городская управа (неоднократно перестроенное, здание совмещает в себе черты классицизма, неоренессанса и необарокко); Дом купчихи О. В. Шадриной (ул. Водников, 1/ул. Кутякова, 6); Дом Курлиной — П. В. Алабина (ул. Куйбышева, 122).
Ренессансное направление эклектики, заимствующее архитектурные принципы построения флорентийских палаццо XV века, в Самаре представлено такими крупными памятниками, как: бывший особняк Субботина — Шихобалова (1878), особняк купца Жоголева (1909), особняк купца Николая Дунаева (1879, архитектор А. Гронвальд).
- Особняк Субботина — Шихобалова.
- Городская управа.
- Особняк Дунаева.

#### Романтическое направление

##### Неоготика
«Готика» в русском зодчестве, после расцвета в период романтизма 1830—1850-х годов, не исчезла с архитектурной арены, но употребление её форм стало прочно связано с объектами определённого назначения. В «готическом» стиле стало принято проектировать кирхи, реформатские церкви, кабинеты (проводя ассоциации с кабинетом Фауста) и библиотеки.
Неоготическое направление в рамках русской эклектики в Самаре представлено в основном культовыми зданиями, но встречаются и редкие примеры особняков и доходных домов. Храм Пресвятого Сердца Иисуса, построенный в 1902—1906 годах по проекту Фомы Богдановича, считается квинтэссенцией готического стиля в архитектуре Самары. Более ранним примером неоготики служит лютеранская церковь святого Георга 1865 года, построенная по проекту инженера Н. Н. Еремеева. Примерами доходных домов с элементами неоготики служат: особняк Субботина — Маркисона (1911—1912, арх. М. Квятковский), Фахверковый дом (1904—1912), дом Линева — Розиной (1901, арх. Ф. Засухин), доходный дом Вильгельма Кирста (1897). В декоре этих зданий активно использовались мотивы готической архитектуры: высокие башенки, фиалы с остроконечными пирамидами по углам, фахверк, остроконечные щипцы.
- Храм Пресвятого Сердца Иисуса.
- Церковь святого Георга.
- Особняк Субботина — Маркисона.

##### Неомавританский стиль
В XIX веке в России большой популярностью стал пользоваться неомавританский стиль, основанный на испанском стиле мудехар, распространённом на Пиренеях в XI—XVI веках. Одним из первых примеров использования стиля в Российской империи стал дворец графа Воронцова в Алупке. Позже стиль стал популярным в усадебном и загородном строительстве. В Самаре неомавританское направление эклектики появилось во второй половине XIX века также в связи с загородным строительством, когда активно застраивался купеческими дачами берег Волги.
Самая известная дача в данном стиле была построена самарским купцом Егором Никитичем Аннаевым — Кумысолечебница, открытая в 1863 году, называвшаяся также дачей Аннаева. Являлась целым комплексом построек и флигелей вокруг главного дома. Была утрачена в 1920-х годах. В начале XX века в дачных посёлках было построено ещё несколько дач в псевдомавританском стиле. «Дачи в мавританском вкусе — это по существу фантастические театрализованные декорации на берегу Волги», — писал исследователь самарской архитектуры В. Каркарьян. В черте города же подобные постройки были редкостью.
Примеры неомавританского стиля в Самаре — сохранившиеся памятники архитектуры: хоральная синагога (1908, арх. З. Клейнерман), особняк купца Белоусова (1898, арх. А. Щербачёв), особняк Серебренниковой (1904, арх. А. Щербачёв), дом Масловского (1910—1915). В постройках активно использовались приёмы мавританской архитектуры: подковообразные арки (гибрид стрельчатой и арочной арки), чередование красных и белых полос кирпичной облицовки и орнаментальная трактовка плоскости стен, башенки в виде минаретов, глубокий руст, сталактитовые декоративные элементы, колонны с капителями композитного ордера.
- Особняк Серебренниковой.
- Самарская хоральная синагога.
- Особняк купца Белоусова.

#### Национально-романтическое направление

##### Русско-византийский стиль
В 1830-х годах в России возникло национально-романтическое направление в архитектуре, вылившееся в создание русского стиля. Одной из его разновидностей был русско-византийский, или русский академический стиль, суть которого заключалась в смешении форм русского средневекового зодчества и византийской архитектуры. Основоположником направления считается архитектор К. А. Тон. Работы Тона рекомендовались на государственном уровне в качестве образцов для строительства храмов и государственных учреждений.
Одной из крупнейших построек в русско-византийском стиле в Самаре был утраченный Сретенский храм Самарского женского Иверского Монастыря. План на постройку церкви был разработан самарским губернским архитектором К. Г. Макером в 1858 году. Строительство продолжалось более десяти лет. Величественный храм имел крестообразную форму в плане, своды опирались на шесть колонн. Ещё один утраченный самарский культовый объект в русско-византийском стиле — Храм Христа Спасителя.

##### Русский стиль
В конце 1840—1850-х годов в противоположность официальному русскому стилю возникло его неофициальное направление, основоположником которого считается А. М. Горностаев. Суть направления заключалась в использовании традиций русского национального зодчества XVII века. В конце 50-х годов, после смерти Николая I, и распространения в интеллигенции идей народничества, это направление окрепло и сформировалось в русский стиль.
В Самаре русский стиль распространился с 1870-х годов и просуществовал до 1900-х годов. Для него было характерно использование в декоре элементов, свойственных старинным русским постройкам, в том числе сводчатых потолков, «пузатых» колонн, гирек и т. д. Популярным было и использование открытой кирпичной кладки в качестве декоративного элемента. К крупным памятникам каменного русского стиля в Самаре относятся: городской театр (1888, арх. М. Чичагов), Челышевские дома (1895—1899, арх. А. Щербачёв), доходный дом Каргиной — Чаковского (1898—1908), дом купчихи Сидоровой (1904, арх. Г. Мошков), дом Волкова (1900—1910), дома купцов Васильева и Основина (1900—1905), здание духовной консистории (1905, арх. А. Щербачёв), мельница Стройкова — Якимова (1902, арх. А. Щербачёв), Самарская Ольгинская община сестёр милосердия (1902, Т. Хилинский), здание губернской земской Управы (1898—1900, А. Зеленко).
- Городской театр.
- Дом купчихи Сидоровой.
- Здание духовной консистории.

Уникальным явлением в архитектуре Самары был русский стиль архитектора Филарета Петровича Засухина. Его интерпретация русского стиля отличалась от щербачёвской неожиданным сочетанием типичных мелких деталей — кокошников, балясин, всевозможных шатровых башен и башенок с классицистическими треугольными фронтонами над окнами и рустом первого этажа. Обильно украшенные деталями, нарядные здания Ф. П. Засухина выделялись среди окружающей застройки, среди них: особняки А. И. Кириллова и С. А. Плеханова, оба 1900 года постройки.

##### Стиль Ропета — Гартмана
Русский стиль также проявил себя в деревянной архитектуре. Академическое направление русского стиля (русско-византийский стиль) находило отражение исключительно в каменном культовом зодчестве. Параллельно ему возникло неофициальное антиакадемическое течение, так называемый демократичный вариант стиля (стиль Ропета — Гартмана), связанный с народничеством и ставший ведущим в 1860—1870-х годах. Демократичный стиль соединил в себе самобытность русского творчества и интерес к декоративным мотивам допетровской русской архитектуры и декоративно-прикладному искусству. Он отличался обилием навесных декоративных деталей, фигурными кровлями, декоративными акцентами на фасадах.
В Самаре сохранилось множество деревянных домов в стиле Ропета — Гартмана с пропильной и накладной резьбой: дом Л. П. Павловой (ул. Садовая, 94; 1898, арх. А. А. Щербачёв), дом В. Е. Прахова (ул. Самарская, 151/ ул. Рабочая, 22; 1914, арх. З. В. Клейнерман), дом П. С. Турынцева (1890-е), дом Н. И. Кириллова (ул. Ярмарочная, 27; 1899, арх. А. А. Щербачёв), дом Е. О. Юрина (ул. Галактионовская, 169/ул. Ульяновская, 23; 1898, арх. Ф. П. Засухин), дом М. Н. Клышко (Рафаиловой), дом Г. Г. Васильева (пер. Белинского, 3; 1880—1890-е), дом провизора Б. Н. Позерн (ул. Л. Толстого, 38; 1905—1915, арх. Ф. П. Засухин), дома по ул. Л. Толстого, 34, 69, 128, дом А. В. Евсеева (ул. Фрунзе, 21/ул. Комсомольская 51; 1890-е, арх. А. А. Щербачёв), дом Ю. И. Поплавского (ул. Фрунзе, 171; 1899, арх. А. А. Щербачёв), дом Е. И. Мрыкиной (ул. Молодогвардейская, 134—136; 1874), дом А. В. Кавского (ул. Ульяновская, 75; 1890-е, арх. А. А. Щербачёв). Токарная накладная резьба встречается на зданиях по улице Виловской, 106, улице Арцебушевской, 85 и других.

#### Рационалистическое направление. Кирпичный стиль
В конце XIX века по всей России распространился кирпичный стиль. Простой и практичный способ отделки фасада (обнажённая кирпичная кладка стен) пришёл на смену непрочной и недолговечной штукатурке. Кирпичный стиль стал рациональным направлением в архитектуре эклектики, а использование полихромного кирпича, изразцов, терракотовых вставок и природного камня расширяло художественные возможности архитекторов. Кирпичный стиль воплотился в массовом и дешёвом строительстве больниц, школ, жилых домов, промышленных зданий и казарм.
Данный стиль распространился и в Самаре. Российские архитекторы были убеждены, что кирпичная облицовка обладает большей прочностью в местном климате, к тому же требует меньше времени на возведение здания. В кирпичном стиле творили такие самарские архитекторы, как З. В. Клейнерман, В. В. Тепфер, Ф. А. Черноморченко. Благодаря их стараниям, кирпичная архитектура в Самаре вышла за рамки стиля утилитарных зданий, по богатству форм не уступала оштукатуренным строениям.
- Жигулёвский пивоваренный завод.
- Мельница купцов Стройкова и Якимова.
- Мукомольный комплекс Товарищества Я. Г. и И. Я. Соколовых.

Многие постройки в Самаре были возведены в кирпичном стиле. Среди них выделялось здание городской пожарной части, возведённое в 1914 году по проекту З. В. Клейнермана (ул. Чернореченская, 55). На рубеже XIX—XX веков Самаре наблюдался стремительный рост промышленности, что привело к строительству новых мельниц, пивоваренных и кирпичных заводов, здания которых возводились в кирпичном стиле. В исторической части Самары сохранились уникальные промышленные предприятия мукомольной отрасли выполненные в краснокирпичном стиле: мукомольный комплекс Товарищества Я. Г. и И. Я. Соколовых (1906), мельница купцов Стройкова и Якимова (1903, арх. А. А. Щербачёв).

### Модерн
Стиль модерн зародился в Бельгии в конце XIX века и противопоставлялся эклетике, преобладавшей в Европе в 1860—1870-х годах. В России модерн появился также в конце XIX века, но чуть позже, а центром нового зарождавшегося архитектурного направления стала Москва. В Самаре новый стиль возник одновременно с петербургским и московским модерном. Первым его представителем в городе стал архитектор А. А. Щербачёв. Отличающийся изящностью стиль стал популярным среди высшего купеческого сословия, воплощая буржуазные представления о красоте. Самой известной постройкой данной архитектуры в Самаре стал особняк Курлиной, представляя собой квинтэссенцию самарского модерна.
Самару считают «жемчужиной провинциального модерна», поскольку здесь на рубеже XIX—XX веков работали такие знаменитые архитекторы, как Шехтель, Зеленко, Квятковский, Мошков, Засухин, Шаманский и другие. Они создавали великолепные особняки, которые, по мнению исследователей, не уступают лучшим русским и зарубежным образцам в данном стиле. В Самаре модерн прошёл несколько этапов развития (датировка условна):
- Ранний декоративный модерн (1895—1905 гг.)
- Поздний модерн (1900—1910 гг.), включавший романтическое и рационалистическое направления.

- Доходный дом Алексея Нуйчева.
- Особняк Курлиной.
- Особняк Эрн.

Декоративный модерн в Самаре приобрёл все общие формальные признаки стиля: асимметрию и трёхмерность в объёмно-пространственной композиции, зачастую всефасадность, особняковый характер архитектуры, свободную планировку, новую форму проёмов (овальную, трапециевидную, эллиптическую), гибкость линий, выступы в форме башен, бионические орнаменты, лепнину, кронштейны вместо карнизов, применение в декоре керамики, смальты, цветных витражей. Яркими представителями данного направления в Самаре стали: особняк Новокрещёновых (1907—1909), гостиница «Гранд-Отель» (1909), доходный дом Алексея Нуйчева (1902—1903), построенные по проектам архитектора М. Квятковского.
Романтический модерн в Самаре воспроизводил в архитектуре принципы романтизма и был чрезвычайно разнообразным, обращаясь к разным стилям-источникам. Для неоромантизма в рамках модерна было свойственно обращение в первую очередь к наследию Возрождения и классицизма, памятникам древнерусского деревянного и каменного зодчества. В Самаре также возводились здания в региональных школ, например северного модерна, воспроизводившего формы народной архитектуры северо-европейских и скандинавских стран. Разновидностью романтического модерна стал мавританский стиль, опиравшийся на элементы архитектуры Востока (подковообразные арки, галереи и другое). В стиле северного модерна был построен особняк Василия Сурошникова (1909—1912, арх. Ф. Шехтель). Самый известный пример самарского здания в романтическом направлении — дача купца Константина Головкина (1908—1909, арх. К. Головкин и В. Тепфер). Архитектор, исследователь самарской архитектуры В. Г. Каркарьян так описывал здание: «Дача Головкина — это романтический гротеск, граничащий с мистикой, дом-миф».
- Особняк Сурошникова.
- Здание Крестьянского и Дворянского банков.
- Здание кинотеатра «Фурор».

Рационалистический модерн в Самаре характеризовался скупостью декоративных средств и господством конструкции. Для него были свойственны: повторяемые, однотипные элементы и прямолинейные, гладкие стены. В данном направлении модерна в Самаре были выстроены: особняк купцов Матвеевых (1914—1915, арх. Д. Вернер), ресторан «Аквариум» (1913—1914, арх. М. Квятковский), особняк Общественного собрания (1914, арх Д. Вернер). В рациональном направлении модерна работали архитекторы Платон Васильевич Шаманский и Зельман Вениаминович Клейнерман. По проектам первого выстроены близкие к рационализму здание резиденции губернатора (1915, ул. Фрунзе, 167) и собственный доходный дом архитектора (1915—1916, ул. С. Разина, 108). З. В. Клейнерман спроектировал в данном направлении дом И. Е. Савельева (1913, ул. Молодогвардейская, 128), здание типографии И. А. Фёдорова (1911, ул. Галактионовская).
Важной составляющей самарского модерна был уникальный российский феномен — деревянный модерн. Хотя полноценный деревянный модерн — редкое для Самары явление, но многие сохранившиеся здания имеют в своём декоре признаки этого направления: жилой дом К. Г. Бордуховича (ул. Галактионовская, 91), жилой дом с шатром (ул. Арцыбушевская, 73), дом А. Х. Цеглеева (ул. Садовая, 105), дом М. Е. Васильева (ул. Самарская, 247). Деревянный резной модерн в Самаре наиболее ярко проявился при строительстве загородных купеческих дач, расположенных вдоль волжского берега. Сохранились лишь две подобные деревянные дачи: дача Е. П. Спириной (1903—1917) и дача А. А. Титова (1910-е гг., арх. А. А. Щербачёв).

### Ретроспективизм
В начале XX века на смену модерну в России пришёл ретроспективизм — стиль, являвшийся продолжением традиционной, декоративно-художественной линии развития архитектуры. В России он имел две стилистические ветви развития: русский неоклассицизм, ориентировавшийся на Ренессанс и русский классицизм, и неорусский стиль — направление модерна, развивавшее традиции древней новгородской и псковской архитектуры, а также деревянного зодчества Русского Севера.

#### Русский неоклассицизм
В течение 1900-х годов русский неоклассицизм в Самаре развивался параллельно с модерном и различными направлениями поздней эклектики. Популярность нового стиля росла на фоне угасания модерна, который в 1910-х годах постепенно рационализировался по всей России. Распространённым явлением в Самаре было скрещение модерна и неоклассицизма, ярким примером служило здание доходного дома Егорова — Андреева по улице Некрасовской, 61, построенное по проекту главного архитектора Самары Дмитрия Вернера. Важный памятник самарского неоклассицизма — бывшее здание Волжско-Камского коммерческого банка (сегодня — Самарский художественный музей), построенное по проекту московского архитектора В. И. Якунина. Один из последних домов в данном стиле в Самаре — дом Аржанова (1916—1917), возведённый по проекту инженера З. Клейнермана. Ещё один крупный памятник самарского неоклассицизма — больница Аржанова (1904—1911, арх. А. И. фон-Гоген). В 1913—1914 годах возведено новое здание Самарского земства по улице Фрунзе, 116/ ул. Л. Толстого 25. Несколько старых зданий (здание земской типографии и бывшее здание А. С. Земфирова — И. Н. Ржанова — Л. Л. Залихмана) были перестроены по проекту инженера С. В. Смирнова в крупномасштабный комплекс в ренессансном направлении ретроспективизма. На грани модерна и неоклассицизма выполнено восстановленное заново здание собственного дома архитектора А. А. Волошина (1900-е, ул. Венцека, 21).
- Дом Аржанова
- Здание Волжско-Камского коммерческого банка
- Новое здание Самарского земства
- Особняк Наумова
- Дача А. И. Соколова
- Банк внешней торговли

#### Неорусский стиль
В 1910-е годы вновь возник всплеск интереса к истокам русского национального искусства. С этим было связано зарождение неорусского стиля, в котором проектировались и строились государственные учреждения, банки, храмы, вокзалы и музеи. Название стиль получил по предложению искусствоведа В. Я. Курбатова в противовес русскому стилю. Творческие изыскания в рамках стиля черпали вдохновение как в «почвенничестве», так и в романтическом модерне: свободная планировка, живописность, пластичность объёмов соединялись с формами древнерусской архитектуры.
В деревянной архитектуре Самары неорусский стиль представлен часовней во имя св. Николая Чудотворца (1908, арх. Ф. А. Черноморченко), расположенной на территории Военного клинического госпиталя № 354 (ул. Невская, 2).

### Советский авангард
Впервые примеры рационализации строительства в архитектуре Самары появились на рубеже XIX—XX веков: развитие технологий и инженерной мысли привели к переосмыслению эстетической роли конструкции. В гражданском строительстве появились признаки типизации: доходные дома с однотипной планировкой («Чалышевские дома», арх. А. А. Щербачёв, 1895—99); первые кварталы типового рабочего жилья с элементами общественного обслуживания; новые градостроительные концепции (город-сад Зубчаниновка, инженер Е. А. Зубчанинов, 1910; Сад-город в районе станции «Безымянка»). Во второй половине 1920-х годов Самара стала трансформироваться в крупный индустриальный центр. Для комплексного развития города был разработан первый перспективный генплан «Большая Самара», авторства московских архитекторов Бюро картоиздательства НКВД — профессоров В. Н. Семёнова и А. А. Галактионова.
На 1920-е годы пришлась полная смена состава работавших в Самаре архитекторов, что вылилось в формирование новой архитектурной школы, состоявшей из молодых выпускников ВУЗов Самары, Одессы, Ленинграда и разрыву с существующими традициями, преемственности по отношению к архитектурной школе города дореволюционного периода. Наиболее крупными архитекторами новой авангардной школы стали: П. А. Щербачёв, Л. А. Волков, А. Л. Каневский, А. И. Полев, В. Н. Сухов. В рамках советского авангарда основой проектирования стал общий функциональный метод (полное отсутствие декора, подчинение объёмно-пространственной формы и планировки функциональному назначению здания). В самарском авангарде выделяют три последовательных архитектурно-стилевых этапа, отстававших от аналогичных столичных на 2—3 года:
- Протоконструктивизм (1924—1927)
- Конструктивизм (1927—1934)
- Постконструктивизм (1934—1938)

#### Протоконструктивизм
В 1920-х годах Самара превратилась в административный центр обширного Средне-Волжского края, что повлекло строительство крупных административных, жилых и промышленных зданий. Первым крупным сооружением в советский период стало управление Самаро-Златоустовской железной дороги архитектора П. А. Щербачёва (1925—1927). Отличительной чертой постройки стало использование в её архитектуре приёмов рационального модерна и неоклассицизма, а сам автор определял стилистику своей первой постройки, как «модернизированную классику».

#### Конструктивизм
Начиная с 1927 года в Самаре строятся несколько новых жилых рабочих кварталов в авангардном ключе: «Первомайские корпуса» (арх. Г. Я. Вольфензон, 1928—35), посёлок Железнодорожников (1923—36), Трубный посёлок (арх. Л. А. Волков, 1927—35) и другие, ставшие типичным примером строчной застройки, с протяжёнными плоскостными фасадами. В исторической части Самары за период 1927—36 годов было построено более пятидесяти отдельных жилых зданий. Первыми объектами, отразившими идеи конструктивизма (типовые и экономичные планировки), стали многосекционные жилые дома по ул. Красноармейской и ул. Некрасовской архитектора П. А. Щербачёва. Идеи обобществлённого труда и досуга нашли выражение в архитектуре ведомственных комплексов, сочетавших в себе максимальное число функций обслуживания (досуга, питания, медицины, образования). Наиболее крупными объектами стали: комплексы зданий ОГПУ (арх. Л. А. Волков, Н. Г. Телицын, 1930—32) и Красной Армии (арх. П. А. Щербачёв, 1931—32), Дом связи (арх. И. А. Полев и др., 1930—38). В обширный комплекс ОГПУ входили клуб Дзержинского, жилые дома, поликлиника и здание УВД (сгорело в 1999 году). Комплекс Красной Армии включал: штаб округа, окружной дом офицеров и два жилых дома сотрудников.
На конкурсной основе разрабатывались и строились новые типы конторских зданий — крупнейших сооружений 1920—30-х годов в Поволжье: Дом промышленности (арх. В. К. Сухов, 1930—31), Дом социалистического сельского хозяйства (арх. П. А. Щербачёв, 1932), поликлиника железнодорожников на Комсомольской площади (арх. П. А. Щербачёв, 1936—38). Здания строились, не нарушая сложившуюся квартальную планировку, занимали место новых архитектурных доминант на месте снесённых культовых зданий, так как некоторые из них (Дом промышленности, Дом сельского хозяйства, Фабрика-кухня) были крупнейшими зданиями в Поволжье в тот период. Дом промышленности, Дом Красной Армии и Дом связи стали важнейшими элементами речной панорамы Самары.
- Здание ГУВД до пожара.
- Дом промышленности.
- Клуб имени Ф. Э. Дзержинского.

Наследие конструктивизма в архитектуре Самары представлено более чем пятьюдесятью зданиями, среди которых десять крупных памятников: жилой комплекс «Первомайские корпуса» (арх. Г. Я. Вольфензон, 1927—1935); жилой дом Горкомхоза (арх. П. А. Щербачёв, 1929—1931); общежитие ОГПУ (арх. П. А. Щербачёв, 1929—1931); Дом промышленности (арх. В. К. Сухов, В. Клочков, 1929—1933); Клуб имени Ф. Э. Дзержинского (арх. Л. А. Волков, Н. Г. Телицын, 1930); комплекс зданий Штаба ПриВО (арх. П. А. Щербачёв, 1930—1932); Центральный телеграф (арх. Е. С. Сорокина, 1930—1938); Фабрика-кухня завода им. Масленникова (арх. Е. Н. Максимова, 1932); Дом специалистов (арх. А. И. Полев, 1934—1936); Самарская ГРЭС имени Г. М. Кржижановского (институт «Теплоэлектропроект», 1937—1941). Исследователи отмечают, что самарский авангард подарил городу несколько уникальных архитектурных памятников и прославил Самару как центр регионального конструктивизма.

#### Постконструктивизм
Начиная с 1932 года конструктивизм стал уходить с архитектурной арены. Государство рекомендовало архитекторам искать вдохновение в классицистической архитектуре, отказаться от рационализма и формализма, характерных для авангарда. Таким образом зарождался послевоенный сталинский ампир, но во второй половине 1930-х годов главенствующую роль занимал постконструктивизм, для которого были характерны: обогащение декора (лепные детали, рустовка и др.), использование безордерных колонн и ярких цветов фасадов. При этом общая планировка зданий наследовала конструктивисткой архитектуре. Переход самарских архитекторов к освоению классического наследия происходил бесконфликтно. В период 1932—38 годов в городе было возведено большое количество постконструктивистских зданий. Наиболее ценный вклад внесли архитекторы П. А. Щербачёв (жилой дом управления железной дороги, 1936; поликлиника железнодорожников, 1938; дом высшего командного состава ПриВО, 1938) и Л. А. Волков (дом комсостава ОГПУ, 1932; дом речников, 1934—37; жилая застройка по ул. Часовой, 1934—37). Важным значением обладало здание Управления волжским речным пароходством (арх. А. И. Полев, А. И. Ушаков, 1938).
- Центральный телеграф.
- Здание управления Средневолжского речного пароходства.
- Жилой дом арх. Матвеева и Босина.

### Сталинская архитектура
Архитектура СССР 1930-х — начала 1950-х годов не получила устоявшегося стилевого названия. Её определяют разными терминами: сталинская архитектура, архитектура сталинской эпохи, тоталитарная архитектура, пролетарский классицизм, сталинский неоклассицизм. В 1930-е года в стране сменились идеологические установки, государство внедряло в архитектурную практику монументальность, изящество архитектурного оформления, использование приёмов классической архитектуры. Провозглашённая государством установка на создание архитектуры социализма предполагала синтез архитектурных стилей прошлого в качественно новых образцах. Повсеместно распространилось использование порталов, арок, пилонов, подиумов, постаментов, дополняемых лепным декоративным убранством.
В Самаре сложился свой уникальный провинциальный стиль сталинской архитектуры на который оказали влияние как местные талантливые зодчие, так и строительство крупных сооружений именитыми столичными мастерами. По этой причине в постройках Самары этого периода можно увидеть не только устоявшиеся принципы архитектуры Москвы и Ленинграда, но и их влияние на проекты местных авторов, которые создавали подчас неповторимые ансамбли и комплексы. Наиболее яркий пример самарского провинциального сталинского неоклассицизма — четыре главные площади указанной эпохи — имени В. И. Чкалова (бывшая Театральная), имени В. В. Куйбышева (бывшая Соборная), Самарская (бывшая Воскресенская) и Славы, частично сохранившие уникальные сталинские ансамбли или крупные градостроительные объекты в стиле сталинского неоклассицизма.
- ДК Кировского района.
- Театр оперы и балета.
- Здание промышленного банка.

В 1930—1950-е годы был частично сформирован ансамбль волжских набережных Самары. В середине 50-х годов были сданы в эксплуатацию жилые здания, сформировавшие фронт застройки набережных в стиле советского неоклассицизма (Волжский проспект). Жилой дом на Волжском проспекте, 31 (арх. А. В. Годзевич, П. А. Щербачёв, 1958) являлся образцом сталинской классики в Самаре и стал играть ключевую роль в панораме 2-й очереди Набережной. В годы Великой Отечественной войны в Куйбышеве была застроена Безымянка — уникальный жилой район, выстроенный в духе города-ансамбля эпохи сталинской классики, в котором сплелись новаторские градостроительные идеи первой половины XX века: идея города-сада, соцрасселения и линейно-поточная схема эпохи советского авангарда. Среди других крупных памятников периода сталинской архитектуры в Самаре выделяют: ансамбль улицы Победы, Дворец культуры Кировского завода, дом культуры «Мир», сталинки Мехзавода, ДК им. Куйбышева, больницу нефтяников, стадион «Динамо», комплекс «Гипровостокнефть».

### Советский модернизм
Советский архитектурный модернизм формировался в период с 1955 по 1985 года — начало 90-х годов XX века. 7 декабря 1954 года Н. С. Хрущёв на Всесоюзном совещании строителей в Кремле выступил с речью, в которой раскритиковал сталинскую архитектуру за дороговизну и помпезность. 4 декабря 1955 года вышло постановление «Об устранении излишеств в проектировании и строительстве», вслед за которым вновь возводимые общественные и жилые дома лишились декора. Одновременно с этим происходил процесс включения советской архитектуры в общемировые тенденции, чему способствовала «хрущёвская оттепель». Новый стиль стал ориентироваться на опыт западных архитекторов-модернистов и советский авангард. Позже внутри советского модернизма развилось множество архитектурных направлений: неофункционализм, формализм, неоконструктивизм, необрутализм, футуризм, метаболизм, органическая архитектура, био-тек, техницизм, хай-тек и др.
В самарской архитектуре с 1951 по 1990-й год преобладало типовое строительство, распространённое по всему СССР, но даже в жёстких условиях государственного контроля за архитектурным проектированием, зодчие находили способы для самовыражения, создавая уникальные объекты. Распространённым приёмом обхода согласований в столице (в ходе которых все не типовые проекты отклонялись), стало оформление строительства вновь возводимых зданий, как реконструкции уже существующих. Таким образом были возведены уникальные дворец культуры «Звезда» (арх. Ю. В. Храмов) и дворец бракосочетаний «Теремок» (арх. В. Г. Каркарьян). В 1950-х годах в Куйбышеве сложилась новая архитектурная школа, состоявшая из молодых архитекторов, в основном выпускников Московского архитектурного института (В. Каркарьян, А. Герасимов, А. Моргун, В. Черняк, Н. Красько, Ю. Храмов и другие), которые знакомились с интернациональным модернизмом по иностранным журналам. По их проектам построены несколько десятков новых модернистских зданий в городе, в том числе: Дом актёра, Областная библиотека, Дом быта «Горизонт», Объединённое диспетчерское управление энергосистемами Средней Волги, Дом Советов, экспериментальный элеватор. В то же время многие знаковые сооружения — дом «Рашпиль» (арх. А. Н. Белоконь), мемориал им. В. И. Ленина (арх. Е. Г. Розанов, А. Г. Моргун, А. Панферов, В. Н. Шестопалов, Е. К. Шумов) — были спроектированы московскими архитекторами.
- Здание городской администрации Самары
- Музей П. В. Алабина
- Дом «Рашпиль»
- Экспериментальный элеватор «Две башни» на берегу реки Самары

### Современная архитектура
В конце XX — начале XXI веков в Самаре активно развивается строительная отрасль, меняется общественная функция зданий, сдвигаясь к торговой и офисной. Наблюдается рост количества многофункциональных построек. На архитектуру города оказывают влияние мировые тенденции высотного строительства. Среди крупнейших высотных объектов новейшего времени в Самаре выделяют: офисное здание «Самаранефтегаз», торгово-офисный центр «Вертикаль», бизнес-центр «Капитал». Характерные черты новой архитектуры: применение объёмных площадей остекления, новейших материалов, неординарных планировочных решений.
Характерными чертами новой застройки стали: её точечный характер, отсутствие принадлежности в определённому стилевому направлению, негативное дисгармонирующее воздействие на окружающую сложившуюся архитектурно-историческую среду.
В настоящее время практической архитектурной деятельностью занимаются, в основном, выпускники Куйбышевского инженерно-строительного института им. А. И. Микояна (Самарского государственного архитектурно-строительного университета), представленные следующими архитекторами: А. И. Баранников (ЖК на ул. Вилоновской), Р. М. Вальшин (здание соборной мечети на пересечении ул. Стара-Загора и XXII Партсъезда), к. арх. А. Г. Головин (здание «Самаранефтегаз» («Роснефть») на Волжском проспекте; офисный центр «Элвес» на пересечении Московского шоссе и ул. Авроры), Ю. М. Корякин (ЖК «Ладья» на пересечении ул. Лесной и бульвара Челюскинцев), Л. В. Кудеров (жилой дом «Муха» на ул. Фрунзе), д. арх. С. А. Малахов (ЖК на пересечении ул. Садовой и Ульяновской), В. Л. Пастушенко (гостиница «Holiday inn Samara» на ул. Алексея Толстого; храм Кирилла и Мефодия на ул. Ново-Садовой), к. арх. В. А. Самогоров (гостиница «Holiday inn Samara» на ул. Алексея Толстого; храм Кирилла и Мефодия на ул. Ново-Садовой) и другие.

## Самарские архитекторы

### Наиболее известные архитекторы Самары—Куйбышева
- Борисов, Владимир Андреевич
- Волков, Леонид Афиногенович
- Герасимов, Алексей Николаевич, заслуженный архитектор Российской Федерации
- Горелихин, Виктор Фёдорович
- Гурьянов, Емельян Филиппович, председатель правления самарского отделения Союза архитекторов России (1960—1964)[56]
- Зеленко, Александр Устинович
- Зобина, И. М.
- Иванов, Абросим Иванович, председатель правления самарского отделения Союза архитекторов России (1938—1941)[56]
- Каневский, Абрам Львович, председатель правления самарского отделения Союза архитекторов России (1959—1960)[56]
- Каркарьян, Ваган Гайкович, член-корреспондент РААСН, заслуженный архитектор Российской Федерации, член Союза архитекторов России, председатель правления самарского отделения Союза архитекторов России (1964—1988)[56]
- Клейнерман, Зельман Вениаминович
- Красько, Николай Алексеевич
- Моргун, Алексей Григорьевич, заслуженный архитектор Российской Федерации, член Союза архитекторов России
- Моргун, Галина Васильевна
- Мошков, Георгий Николаевич
- Мошкова, Мария Георгиевна
- Мусатов, Юрий Иванович, член Союза архитекторов России (с 1965 г.)
- Подовинников, Николай Власович, председатель правления самарского отделения Союза архитекторов России (1950—1958)[56]
- Смирнов, Валентин Дмитриевич
- Сухов, Василий Константинович
- Телицын, Николай Гаврилович
- Телягов, Георгий Петрович
- Трофимов, Олег Николаевич
- Труфанов, Михаил Андреевич, архитектор самарской набережной
- Хахалин, Альфред Леонидович
- Храмов, Юрий Васильевич, заслуженный архитектор Российской Федерации, член Союза архитекторов России
- Чернопятов, Константин Иванович, председатель правления самарского отделения Союза архитекторов России (1941—1946)[56]
- Черняк, Валентин Борисович
- Шафран, Изяслав Лазоревич
- Щербачёв, Александр Александрович
- Щербачёв, Пётр Александрович

### Главные архитекторы Самары
В конце XIX — начале XX веков у города был городской архитектор.
- Щербачёв, Александр Александрович — 1897 г.[57]
- Зеленко, Александр Устинович — 1898—1900 гг.[57]
- Вернер, Дмитрий Александрович — 1909—1914 гг.[57]
- Полев, М. А. — 1935[57]

В 1930-х годах в городе появилась должность главного архитектора города.
- Парамонов, Павел Андреевич — 1935—1942 гг.[58]
- Чернопятов, Константин Иванович — 1941—1944 гг.[58]
- Матвеев, Андрей Иванович — 1944—1951 гг.[58]
- Гурьянов, Емельян Филиппович — 1951—1955 гг.[58]
- Подовинников, Николай Власович — 1955—1965 гг.[58]
- Моргун, Алексей Григорьвеич — 1965—1987 гг.[58]
- Жуков, Владимир Иванович — 1987—2000 гг.[58]
- Корякин, Юрий Михайлович — 2000—2003 гг.
- Харитонов, Юрий Иванович — 2003—2006 гг.
- Смирнов, Андрей Валентинович
- Арзянцев, Михаил Владимирович — 2010—2011[59]

Должность главного архитектора Самары упразднили в 2011 году из-за изменения структуры департамента и архитектуры администрации города. Должность вновь ввели в 2012 году.
- Стадников, Виталий Эдуардович — 2012—2013 гг.[60][61]
- Самарцев, Алексей Евгеньевич — с января 2015 года[62][63]
- Галахов, Игорь Борисович — с июня 2018 года[64][65]

## Выдающиеся архитектурные объекты

### Архитектурные ансамбли
В списках указаны в основном объекты, внесённые в Единый государственный реестр объектов культурного наследия (памятников истории и культуры) народов Российской Федерации, которым официально присвоен статус архитектурного ансамбля.

#### Ансамбли городских усадеб
| Изображение | Датировка                              | Наименование                                                               | Местонахождение                                               |
| ----------- | -------------------------------------- | -------------------------------------------------------------------------- | ------------------------------------------------------------- |
|             | 1874                                   | Городская усадьба Савицкого — Курлиной                                     | ул. Куйбышева, 124                                            |
|             | 1850-е, 1880-е                         | Городская усадьба купчихи Маркеловой                                       | ул. Алексея Толстого, 20/ ул. Крупской, 12—14                 |
|             | 1870—1880-е                            | Усадьба, в которой прошли детские и юношеские годы писателя А. Н. Толстого | ул. Фрунзе, 155-а                                             |
|             | 1890-е                                 | Усадьба П. И. Шихобалова                                                   | ул. Венцека, 55                                               |
|             | 1890                                   | Госпиталь с аптекой (усадьба А. К. Ушакова)                                | ул. Алексея Толстого, 27/ ул. Степана Разина, 30              |
|             | 1891                                   | Усадьба купца И. А. Журавлёва                                              | ул. Некрасовская, 52—54                                       |
|             | 1894                                   | Усадьба мещанина Ф. С. Уласова                                             | ул. Алексея Толстого, 114/Ленинградская, 6, литеры А, Б, В, Г |
|             | 1880—1898                              | Усадьба О. А. Полуэктова                                                   | ул. Рабочая, 16                                               |
|             | 1898                                   | Усадьба Клодта                                                             | ул. Куйбышева, 139                                            |
|             | 1898—1899                              | Городская усадьба                                                          | ул. Льва Толстого, 46                                         |
|             | 1899                                   | Усадьба Гурьяновых                                                         | ул. Водников, 97                                              |
|             | Конец XIX — начало XX века             | Городская усадьба                                                          | ул. Венцека, 40                                               |
|             | Конец XIX — начало XX века             | Жилой дом и флигель самарских купцов Мясниковых                            | ул. Алексея Толстого, 80/ ул. Венцека, 15—17                  |
|             | 1868, 1900                             | Усадьба С. А. Плехановой                                                   | ул. Степана Разина, 47                                        |
|             | не позже 1874, 1900                    | Усадьба Бахаревых                                                          | ул. Куйбышева, 71                                             |
|             | 1877, 1902                             | Усадьба А. С. Богатовой и И. Ф. Мейзеншильдера                             | ул. Садовая, 102—104/ ул. Льва Толстого, 90                   |
|             | 1902                                   | Усадьба К. Н. Сигачёва                                                     | ул. Арцыбушевская, 200                                        |
|             | 1900—1903                              | Усадьба Курлиной                                                           | ул. Красноармейская, 15                                       |
|             | 1870-е, 1880-е, 1900—1904              | Усадьба М. Ф. Победоносцевой                                               | ул. Ленинская, 137—139/ ул. Рабочая, 44—46                    |
|             | 1874—1900, 1905                        | Городская усадьба жены статского советника М. И. Волкова                   | ул. Куйбышева, 22                                             |
|             | 1890-е, 1907                           | † Городская усадьба купца Акимова                                          | ул. Галактионовская, 8                                        |
|             | 1902—1909                              | Усадьба потомственного почётного гражданина города купца И. Л. Санина      | ул. Самарская, 201—203/ ул. Ярмарочная, 17                    |
|             | 1852—1883, 1911                        | Усадьба Дворянского собрания                                               | ул. Алексея Толстого, 50/ ул. Пионерская, 17                  |
|             | 1868, 1870—1874, 1870—1875, 1899, 1911 | Усадьба Позерн                                                             | ул. Ленинградская, 40/ ул. Фрунзе, 90, 92                     |
|             | 1900—1911                              | Усадьба А. У. Зеленко                                                      | ул. Самарская, 179                                            |
|             | 1867—1912                              | Городская усадьба                                                          | ул. Вилоновская, 78/ ул. Братьев Коростелевых, 97—99          |
|             | 1887—1898, 1909—1915                   | Усадьба Давыдовых                                                          | ул. Малогвардейская, 117                                      |
|             | 1911—1918                              | Усадьба мещанина А. И. Козлова                                             | ул. Куйбышева, 14                                             |
|             | 1898—1902, 1930                        | Усадьба купчихи М. М. Дьяковой                                             | ул. Самарская, 61/ ул. Ленинградская, 76                      |

#### Ансамбли доходных домов
| Изображение | Датировка | Наименование         | Местонахождение                                |
| ----------- | --------- | -------------------- | ---------------------------------------------- |
|             | 1890      | Дом Л. Н. Покидышева | ул. Куйбышева, 99/ ул. Ленинградская, 26-28-30 |
|             | 1903—1913 | Дом П. А. Сидорова   | ул. Ленинградская, 55                          |

#### Ансамбли торговых зданий
| Изображение | Датировка        | Наименование                                                               | Местонахождение       |
| ----------- | ---------------- | -------------------------------------------------------------------------- | --------------------- |
|             | 1864, 1950-е гг. | Каменные торговые корпуса № 32 и № 33 Городского двора на Троицкой площади | пер. Репина, 4, 6, 6а |

#### Ансамбли культовых зданий
| Изображение | Датировка            | Наименование                 | Местонахождение         |
| ----------- | -------------------- | ---------------------------- | ----------------------- |
|             | вторая пол. XIX века | Комплекс Иверского монастыря | Волжский проспект, 1    |
|             | 1865—1875            | Комплекс Кирхи               | ул. Куйбышева, 115, 117 |

#### Ансамбли промышленных зданий
| Изображение | Датировка | Наименование               | Местонахождение   |
| ----------- | --------- | -------------------------- | ----------------- |
|             | 1896      | Паровая мельница Бобермана | ул. Мельничная, 1 |

#### Ансамбли общественных зданий
| Изображение | Датировка           | Наименование   | Местонахождение                        |
| ----------- | ------------------- | -------------- | -------------------------------------- |
|             | 1930-е — 1950-е гг. | Оргэнергострой | ул. Самарская, 203б/Садовая, 212, б, в |

### Архитектурные памятники
- 1848 — Собор в честь Святого Вознесения Христова
- 1860 — Иверский женский монастырь
- 1861 — Кафедральный собор во имя иконы Покрова Божией Матери
- 1865 — Лютеранский храм Святого Георга
- 1865 — Храм в честь святых первоверховных апостолов Петра и Павла
- 1881 — Кухмистерская фон Вакано
- 1888 — Самарский академический театр драмы имени Горького
- 1891 — Историческая мечеть
- 1898 — Храм в честь святых мучениц Веры, Надежды, Любови и матери их Софии
- Жигулёвский пивоваренный завод
- 1903 — Особняк Курлиной
- 1905 — Особняк Наумова
- 1906 — Приход Римско-Католической церкви в честь Пресвятого Сердца Иисуса
- 1908 — Самарская хоральная синагога
- 1909 — Дача Головкина
- 1909—1913 — Особняк В. М. Сурошникова
- 1915 — Храм в честь Архистратига Божия Михаила
- 1925—1927 — Здание управления Самаро-Златоустовской железной дороги
- 1930 — Дом Красной армии
- 1932 — Фабрика-кухня завода имени Масленникова
- 1935 — Площадь Куйбышева
- 1942 — Бункер Сталина
- 1986—1989[уточнить] — здание Областной научной библиотеки.